# Campeonato Sudamericano de Fútbol Sub-15 de 2011
El Campeonato Sudamericano Sub-15 de 2011 fue la 5.ª edición de este torneo juvenil. Se disputó en Uruguay, entre el 17 de noviembre y el 4 de diciembre de 2011.
El campeonato consistió en dos grupos de 5 países en donde se enfrentaron todos contra todos. Los 2 primeros de cada grupo avanzaron a la fase final, el ganador del cuadrangular obtuvo la copa.
Sólo jugadores nacidos a partir del 1 de enero de 1996 son elegibles para el torneo.

## Sedes
En total fueron tres las sedes del torneo, todas en el interior del país.
| Ciudad      | Estadio                           | Capacidad |
| ----------- | --------------------------------- | --------- |
| Trinidad    | Estadio Juan Antonio Lavalleja    | 6.000     |
| Rivera      | Estadio Atilio Paiva Olivera      | 27.115    |
| Fray Bentos | Estadio Municipal Parque Liebig's | 6.000     |

## Equipos participantes
Participan las 10 selecciones nacionales de fútbol afiliadas a la Conmebol.
| Equipos participantes | Equipos participantes | Equipos participantes | Equipos participantes | Equipos participantes |
| --------------------- | --------------------- | --------------------- | --------------------- | --------------------- |
| Argentina             | Bolivia               | Brasil                | Chile                 | Colombia              |
| Ecuador               | Paraguay              | Perú                  | Uruguay               | Venezuela             |

## Árbitros
La Comisión de Árbitros de la Conmebol designó una nómina de árbitros principales y asistentes para el certamen, la cual constó de 10 árbitros y 10 árbitros asistentes, uno por cada país participante.
| Árbitros - Patricio Loustau - Jorge Mansilla - Sandro Ricci - Eduardo Gamboa - Adrián Vélez - José Luis Espinel - Enrique Cáceres - Henry Gambetta - Daniel Fedorczuk - José Argote |  | Asistentes - Juan Pablo Belatti - Wilson Arellano - Marcelo Van Gasse - Marcelo Barraza - Alexander Guzmán - Douglas Espinoza - Hugo Martínez - Raúl López Cruz - Nicolás Tarán - Carlos López |

## Fechas y resultados
- Los horarios corresponden a la hora de verano de Uruguay (UTC-2)

### Primera fase
Los 10 equipos participantes en la primera fase se dividen en 2 grupos de 5 equipos cada uno. Luego de una liguilla simple (a una sola rueda de partidos), pasarán a segunda ronda los equipos que ocupen las posiciones primera y segunda de cada grupo.
En caso de empate en puntos en cualquiera de las posiciones, la clasificación se determinará por la diferencia de goles.

#### Grupo A
| Equipo    | Pts | PJ | PG | PE | PP | GF | GC | Dif |
| --------- | --- | -- | -- | -- | -- | -- | -- | --- |
| Uruguay   | 10  | 4  | 3  | 1  | 0  | 10 | 2  | 8   |
| Argentina | 7   | 4  | 2  | 1  | 1  | 5  | 6  | -1  |
| Ecuador   | 5   | 4  | 1  | 2  | 1  | 5  | 2  | 3   |
| Chile     | 4   | 4  | 1  | 1  | 2  | 4  | 7  | -3  |
| Venezuela | 1   | 4  | 0  | 1  | 3  | 2  | 9  | -7  |

| 17 de noviembre de 2011, 19:00 | Chile               | 1:0 (0:0) | Ecuador | Estadio Municipal Parque Liebig's, Fray Bentos |                                     |
|                                | Roberto Riveros 57' |           |         | Árbitro(s): Adrián Vélez (Colombia)            | Árbitro(s): Adrián Vélez (Colombia) |

| 17 de noviembre de 2011, 21:00 | Uruguay                                    | 2:1 (0:0) | Venezuela        | Estadio Parque Liebig's, Fray Bentos                                |                                                                     |
|                                | Francis D'Albenas 62' · Marcio Benítez 65' |           | Andrés Ponce 47' | Asistencia: 6.000 espectadores Árbitro(s): Jorge Mansilla (Bolivia) | Asistencia: 6.000 espectadores Árbitro(s): Jorge Mansilla (Bolivia) |

| 19 de noviembre de 2011, 19:00 | Argentina                                                          | 3:2 (2:1) | Chile                              | Estadio Parque Liebig's, Fray Bentos |                                   |
|                                | Jonathan Cañete 6' · Marcelo Storm 10' · Sebastián Vega 76' (a.g.) |           | Kevin Medel 32' · Hardy Cavero 64' | Árbitro(s): Sandro Ricci (Brasil)    | Árbitro(s): Sandro Ricci (Brasil) |

| 19 de noviembre de 2011, 21:00 | Uruguay             | 1:1 (0:0) | Ecuador           | Estadio Parque Liebig's, Fray Bentos   |                                        |
|                                | Gonzalo Latorre 32' |           | Daniel Porozo 53' | Árbitro(s): Enrique Cáceres (Paraguay) | Árbitro(s): Enrique Cáceres (Paraguay) |

| 21 de noviembre de 2011, 19:00 | Argentina                                   | 2:0 (0:0) | Venezuela | Estadio Parque Liebig's, Fray Bentos |                                     |
|                                | Sebastián Driussi 47' · Germán Ferreyra 76' |           |           | Árbitro(s): Adrián Vélez (Colombia)  | Árbitro(s): Adrián Vélez (Colombia) |

| 21 de noviembre de 2011, 21:00 | Uruguay                                                   | 3:0 (2:0) | Chile | Estadio Parque Liebig's, Fray Bentos |                                   |
|                                | Francis D’Albenas 6' 44' · Fabrizio Buschiazzo 78' (pen.) |           |       | Árbitro(s): Henry Gambetta (Perú)    | Árbitro(s): Henry Gambetta (Perú) |

| 23 de noviembre de 2011, 19:00 | Chile              | 1:1 (1:1) | Venezuela        | Estadio Parque Liebig's, Fray Bentos |                                   |
|                                | Matias Ramírez 37' |           | Andrés Ponce 16' | Árbitro(s): Sandro Ricci (Brasil)    | Árbitro(s): Sandro Ricci (Brasil) |

| 23 de noviembre de 2011, 21:00 | Argentina | 0:0 | Ecuador | Estadio Parque Liebig's, Fray Bentos |  |
|                                |           |     |         | Árbitro(s): Henry Gambetta (Perú)    |  |

| 25 de noviembre de 2011, 19:00 | Venezuela | 0:4 (0:0) | Ecuador                                                                        | Estadio Parque Liebig's, Fray Bentos |                                      |
|                                |           |           | John Rodríguez 53' · Abel Casquete 62' · Luis Becerra 78' · Asdrúbal Fabre 90' | Árbitro(s): Jorge Mansilla (Bolivia) | Árbitro(s): Jorge Mansilla (Bolivia) |

| 25 de noviembre de 2011, 21:00 | Uruguay                                                                              | 4:0 (2:0) | Argentina | Estadio Parque Liebig's, Fray Bentos   |                                        |
|                                | Marcio Benítez 9' · Maximiliano Buffa 20' · Kevin Méndez 55' · Francis D’Albenas 67' |           |           | Árbitro(s): Enrique Cáceres (Paraguay) | Árbitro(s): Enrique Cáceres (Paraguay) |

#### Grupo B
| Equipo   | Pts | PJ | PG | PE | PP | GF | GC | Dif |
| -------- | --- | -- | -- | -- | -- | -- | -- | --- |
| Brasil   | 10  | 4  | 3  | 1  | 0  | 13 | 2  | 11  |
| Colombia | 8   | 4  | 2  | 2  | 0  | 4  | 0  | 4   |
| Paraguay | 6   | 4  | 2  | 0  | 2  | 5  | 4  | 1   |
| Perú     | 4   | 4  | 1  | 1  | 2  | 3  | 7  | -4  |
| Bolivia  | 0   | 4  | 0  | 0  | 4  | 3  | 15 | -12 |

| 18 de noviembre de 2011, 16:00 | Brasil | 0:0 | Colombia | Estadio Atilio Paiva Olivera, Rivera     |  |
|                                |        |     |          | Árbitro(s): Patricio Loustau (Argentina) |  |

| 18 de noviembre de 2011, 18:00 | Paraguay                                                                    | 4:1 (2:1) | Bolivia         | Estadio Atilio Paiva Olivera, Rivera    |                                         |
|                                | Cristian Vargas 12' · Aldo Torres 30' · Yonhatan Samaniego 87' (pen.) 90+3' |           | Saúl Aquino 19' | Árbitro(s): José Luis Espinel (Ecuador) | Árbitro(s): José Luis Espinel (Ecuador) |

| 20 de noviembre de 2011, 16:00 | Brasil | 5:1 (3:0) | Perú                | Estadio Atilio Paiva Olivera, Rivera   |                                        |
|                                | Matheus Gomes 5' (pen.) · Yan Petter 18' · Yosimar Meléndez 20' (a.g.) · Danilo Da Silva 72' · Gabriel Vasconcelos 90' |           | Enmanuel Paucar 55' | Árbitro(s): Daniel Fedorczuk (Uruguay) | Árbitro(s): Daniel Fedorczuk (Uruguay) |

| 20 de noviembre de 2011, 18:00 | Colombia                                                        | 3:0 (1:0) | Bolivia | Estadio Atilio Paiva Olivera, Rivera |                                     |
|                                | Gustavo Torres 45+3' · Joao Rodríguez 63' · Christian Bulla 65' |           |         | Árbitro(s): José Argote (Venezuela)  | Árbitro(s): José Argote (Venezuela) |

| 22 de noviembre de 2011, 16:00 | Bolivia               | 1:2 (0:1) | Perú                                 | Estadio Atilio Paiva Olivera, Rivera |                                    |
|                                | Carmelo Algarañaz 73' |           | Dangelo Artiaga 17' · Luis Abram 75' | Árbitro(s): Eduardo Gamboa (Chile)   | Árbitro(s): Eduardo Gamboa (Chile) |

| 22 de noviembre de 2011, 18:00 | Colombia           | 1:0 (1:0) | Paraguay | Estadio Atilio Paiva Olivera, Rivera     |                                          |
|                                | Gustavo Torres 19' |           |          | Árbitro(s): Patricio Loustau (Argentina) | Árbitro(s): Patricio Loustau (Argentina) |

| 24 de noviembre de 2011, 16:00 | Brasil                                                  | 6:1 (1:0) | Bolivia      | Estadio Atilio Paiva Olivera, Rivera    |                                         |
|                                | Robert Santos 9' · Thiago Rodrigues 47' 51' 69' 76' 83' |           | Saavedra 52' | Árbitro(s): José Luis Espinel (Ecuador) | Árbitro(s): José Luis Espinel (Ecuador) |

| 24 de noviembre de 2011, 18:00 | Paraguay       | 1:0 (0:0) | Perú | Estadio Atilio Paiva Olivera, Rivera |                                     |
|                                | Santa Cruz 71' |           |      | Árbitro(s): José Argote (Venezuela)  | Árbitro(s): José Argote (Venezuela) |

| 26 de noviembre de 2011, 16:00 | Perú | 0:0 | Colombia | Estadio Atilio Paiva Olivera, Rivera |  |
|                                |      |     |          | Árbitro(s): Eduardo Gamboa (Chile)   |  |

| 26 de noviembre de 2011, 18:00 | Paraguay | 0:2 (0:1) | Brasil                         | Estadio Atilio Paiva Olivera, Rivera   |                                        |
|                                |          |           | Thiago Rodrigues 10' · Leo 85' | Árbitro(s): Daniel Fedorczuk (Uruguay) | Árbitro(s): Daniel Fedorczuk (Uruguay) |

### Fase final
| Equipo    | Pts | PJ | PG | PE | PP | GF | GC | DG |
| --------- | --- | -- | -- | -- | -- | -- | -- | -- |
| Brasil    | 9   | 3  | 3  | 0  | 0  | 12 | 4  | 8  |
| Colombia  | 6   | 3  | 2  | 0  | 1  | 6  | 6  | 0  |
| Argentina | 3   | 3  | 1  | 0  | 2  | 5  | 7  | -2 |
| Uruguay   | 0   | 3  | 0  | 0  | 3  | 0  | 6  | -6 |

| 28 de noviembre de 2011, 16:00 | Brasil                                                    | 4:2 (0:0) | Argentina                                   | Estadio Juan Antonio Lavalleja, Trinidad |                                    |
|                                | Robert 58' · Thiago Rodrigues 65' 74' (pen.) · Caio 90+3' |           | Jonathan Cañete 63' · Sebastián Driussi 79' | Árbitro(s): Eduardo Gamboa (Chile)       | Árbitro(s): Eduardo Gamboa (Chile) |

| 28 de noviembre de 2011, 21:00 | Uruguay | 0:1 (0:1) | Colombia          | Estadio Juan Antonio Lavalleja, Trinidad |                                     |
|                                |         |           | Gustavo Torres 6' | Árbitro(s): José Argote (Venezuela)      | Árbitro(s): José Argote (Venezuela) |

| 1 de diciembre de 2011 | Brasil                                              | 4:2 (2:0) | Colombia                  | Estadio Juan Antonio Lavalleja, Trinidad |                            |
|                        | Indio 8' · Thiago Rodrigues 21' 64' · Kennedy 90+2' |           | Rodríguez 47' · Tello 88' | Árbitro(s): Henry Gambetta               | Árbitro(s): Henry Gambetta |

| 1 de diciembre de 2011, 21:00 | Uruguay | 0:1 (0:0) | Argentina | Estadio Juan Antonio Lavalleja, Trinidad |                            |
|                               |         |           | Storm 50' | Árbitro(s): Jorge Mansilla               | Árbitro(s): Jorge Mansilla |

| 4 de diciembre de 2011 | Argentina                               | 2:3 (1:1) | Colombia                                | Estadio Juan Antonio Lavalleja, Trinidad |                               |
|                        | Luis Leszczuck 23' · Facundo Castro 85' |           | Miranda 21' · Gómez 47' · Rodríguez 71' | Árbitro(s): José Luis Espinel            | Árbitro(s): José Luis Espinel |

| 4 de diciembre de 2011, 21:00 | Uruguay | 0:4 (0:4) | Brasil                                                                  | Estadio Juan Antonio Lavalleja, Trinidad |                             |
|                               |         |           | Yan Petter 22' · Lincoln 24' · Robert 35' · Thiago Rodrigues 43' (pen.) | Árbitro(s): Enrique Cáceres              | Árbitro(s): Enrique Cáceres |

| Brasil                     |
| Campeón Brasil 3.er título |

## Cuadro Final
|    | Selección | Pts. | PJ | PG | PE | PP | GF | GC | Dif. |
| 1  | Brasil    | 19   | 7  | 6  | 1  | 0  | 25 | 6  | 19   |
| 2  | Colombia  | 14   | 7  | 4  | 2  | 1  | 10 | 6  | 4    |
| 3  | Argentina | 10   | 7  | 3  | 1  | 3  | 10 | 13 | -3   |
| 4  | Uruguay   | 10   | 7  | 3  | 1  | 3  | 10 | 8  | 2    |
| 5  | Paraguay  | 6    | 4  | 2  | 0  | 2  | 5  | 4  | 1    |
| 7  | Ecuador   | 5    | 4  | 1  | 2  | 1  | 5  | 2  | 3    |
| 6  | Chile     | 4    | 4  | 1  | 1  | 2  | 4  | 7  | -3   |
| 8  | Perú      | 4    | 4  | 1  | 1  | 2  | 3  | 7  | -4   |
| 9  | Venezuela | 1    | 4  | 0  | 1  | 3  | 2  | 9  | -7   |
| 10 | Bolivia   | 0    | 4  | 0  | 0  | 4  | 3  | 15 | -12  |

## Goleadores
| Jugador                   | Selección | Goles |
| ------------------------- | --------- | ----- |
| Thiago Rodrigues da Silva | Brasil    | 11    |
| Joao Rodríguez            | Colombia  | 4     |
| Robert Santos             | Brasil    | 3     |
| Francis D'Albenas         | Uruguay   | 3     |